# Массовая библиотека по искусству
«Массовая библиотека по искусству» (МБИ; первоначальное название — «Народная библиотечка по искусству»; затем — «Массовая библиотечка по искусству») — популярная книжная серия, выпускавшаяся издательством «Художник РСФСР» (Ленинград) в 1960—1980-е годы. Книги серии, адресованные широкому кругу читателей, были посвящены жизни и творчеству известных русских и советских художников, скульпторов, графиков и гравёров, чьи произведения хранятся в различных  музейных собраниях.
Формат издания: 70x100/32 (~120х165 мм); обложка картонная или бумажная.

## Книги серии (список)

### «Народная библиотечка по искусству»
- Виктор Михайлович Васнецов / Л. И. Иовлева — 1964
- Школа Венецианова / Голубева Э. И. — 1970
- Николай Николаевич Ге / Н. Г. Зограф — 1968
- Павел Дмитриевич Корин / Х. М. Райхенштейн — 1971
- Борис Михайлович Кустодиев / М. Г. Эткинд — 1968
- Иван Петрович Мартос / И. М. Гофман — 1970
- Рябушкин / Б. М. Кузнецов — 1969
- Владимир Васильевич Стасов / А. К. Лебедев — 1965
- Сильвестр Щедрин / К. В. Михайлова — 1972

### «Массовая библиотечка по искусству»
- А. А. Агин / В. Я. Курбатов — 1979
- Фёдор Алексеев / М. И. Андросова — 1979
- Иван Аргунов / Н. П. Шарандак — 1977
- А. Е. Архипов / И. Н. Баршева — 1974
- В. Н. Бакшеев
- В. Э. Борисов-Мусатов
- Ф. А. Васильев / Ю. Ф. Дюженко — 1973
- Дионисий / Г. И. Чугунов — 1979
- С. М. Жуковский / Н. И. Станкевич — 1974
- Б. В. Иогансон / Н. И. Станкевич — 1978
- П. К. Клодт
- М. И. Козловский / В. Н. Петров — 1976
- С. Т. Конёнков
- Н. П. Крымов
- Павел Кузнецов / Л. В. Мочалов — 1979
- Евгений Евгеньевич Лансере / А. Боровский — 1975
- А. П. Лосенко / Е. И. Гаврилова — 1977
- С. В. Иалютин / Г. В. Голынец — 1974
- М. И. Махаев / К. В. Малиновский — 1978
- И. И. Машков / М. М. Алленов — 1973
- М. В. Нестеров / Н. П. Шарандак — 1975
- Александр Осмеркин / Л. И. Усольцева — 1978.
- А. П. Остроумова-Лебедева
- К. С. Петров-Водкин / В. А. Тамручи — 1977
- Б. К. Растрелли / Е. Ф. Петинова — 1979
- Н. К. Рерих
- Ф. С. Рокотов
- З. Е. Серебрякова / А. Н. Савинов — 1973
- Н. П. Ульянов
- Федос Щедрин / Е. Ф. Петинова — 1977

### «Массовая библиотека по искусству»
- И. К. Айвазовский / В. Н. Пилипенко — 1980
- Н. А. Андреев / Л. П. Трифонова — 1987
- Л. С. Бакст / С. В. Голынец — 1981
- Карл Брюллов / Г. К. Леонтьева — 1980
- В. М. Васнецов / А. К. Лазуко — 1985
- Иван Вишняков / Т. В. Ильина — 1980
- Н. Н. Ге / В. Ф. Тарасов — 1989
- М. Б. Греков / — 1982
- М. В. Добужинский / Г. Чугунов — 1988
- Алексей Зубов / М. С. Лебедянский — 1981
- О. А. Кипренский / К. В. Михайлова — 1986
- П. К. Клодт / В. Н. Петров — 1985
- М. И. Козловский / В. Н. Петров — 1983
- К. А. Коровин / А. Я. Басыров — 1985
- И. Н. Крамской / Н. А. Яковлева — 1990
- Павел Кузнецов / Л. Мочалов — 1980
- А. И. Куинджи / С. В. Кудрявцева — 1989
- Б. М. Кустодиев / Н. А. Саутин — 1987
- Д. Г. Левицкий / А. П. Валицкая — 1985
- Василий Максимов / А. К. Лазуко — 1982
- Андрей Матвеев / В. Г. Андреева — 1983
- В. И. Мухина / И. А. Башинская — 1987
- Илья Остроухов / С. В. Кудрявцева — 1982
- В. Г. Перов / В. А. Леняшин — 1988
- Юрий Пименов / Г. С. Кириллова — 1980
- А. П. Рябушкин / В. М. Механикова — 1989
- Фёдор Толстой / Э. В. Кузнецова — 1981
- В. А. Тропинин / Е. Ф. Петинова — 1986
- А. В. Тыранов / М. М. Железнова — 1985
- Григорий Угрюмов / Н. А. Яковлева — 1982
- Симон Ушаков / Н. Г. Бекенева — 1984
- Ф. И. Шубин / Н. А. Яковлева — 1984
- С. Ф. Щедрин / К. В. Михайлова — 1984
- Русская портретная живопись петровского времени / Н. П. Шарандак — 1987

## Книги серии по годам
- Эткинд М. Г. Борис Михайлович Кустодиев / Оформление и худож. редактирование В. С. Ворониной. — Л.: Художник РСФСР, 1968. — 64 с. — (Народная библиотечка по искусству). — 20 000 экз. (обл.)
- Кузнецов Б. М. Андрей Петрович Рябушкин / Оформление Э. И. Копеляна. — Л.: Художник РСФСР, 1969. — 60, [2] с. — (Народная библиотечка по искусству). — 20 000 экз. (обл.)
- Голубева Э. И. Школа Венецианова / Оформление Я. Д. Соснера. — Л.: Художник РСФСР, 1970. — 56, [2] с. — (Народная библиотечка по искусству). — 20 000 экз. (обл.)

- Сучков С. В. Фёдор Степанович Рокотов / Оформление серии В. Д. Гончаренко. — Л.: Художник РСФСР, 1976. — 48 с. — (Массовая библиотечка по искусству). — 30 000 экз. (обл.)
- Шарандак Н. П. Иван Аргунов: 1727—1802. — Л.: Художник РСФСР, 1977. — 24, [14] с. — (Массовая библиотечка по искусству).

- Андросова М. И. Фёдор Алексеев, 1753—1824. — Л.: Художник РСФСР, 1979. — 56 с. — (Массовая библиотечка по искусству). — 30 000 экз.

- Леонтьева Г. К. Карл Брюллов, 1799—1852. — Л.: Художник РСФСР, 1980. — 80 с. — (Массовая библиотека по искусству). — 30 000 экз.

- Андреева В. Г. Андрей Матвеев, между 1701 и 1704 — 1739. — Л.: Художник РСФСР, 1983. — 68 с. — (Массовая библиотека по искусству). — 30 000 экз.

- Басыров А. Я. Константин Алексеевич Коровин, 1861—1939. — Л.: Художник РСФСР, 1985. — (Массовая библиотека по искусству).

- Саутин Н. А. Борис Михайлович Кустодиев, 1878—1927. — Л.: Художник РСФСР, 1987. — 88 с. — (Массовая библиотека по искусству). — 30 000 экз.

- Шарандак Н. П. Русская портретная живопись петровского времени. — Л.: Художник РСФСР, 1987. — 104 с. — (Массовая библиотека по искусству).

- Тарасов В. Ф. Николай Николаевич Ге, 1831—1894. — Л.: Художник РСФСР, 1989. — 96 с. — (Массовая библиотека по искусству). — 30 000 экз. — ISBN 5-7370-0027-3.

- Яковлева Н. А. Иван Николаевич Крамской, 1837—1887. — Л.: Художник РСФСР, 1990. — 112 с. — (Массовая библиотека по искусству). — 30 000 экз. — ISBN 5-7370-0042-7.

- . — Л.: Художник РСФСР. — (Массовая библиотека по искусству).